# Élection présidentielle centrafricaine de 2020
L'élection présidentielle centrafricaine de 2020 se déroule le 27 décembre 2020 afin d'élire le président de la République centrafricaine pour un mandat de cinq ans. Des élections législatives ont lieu simultanément.
Le président sortant Faustin-Archange Touadéra est réélu dès le premier tour.

## Contexte
L'élection présidentielle de 2015 et 2016 voit la victoire de Faustin-Archange Touadéra, dont la prise de fonction le 30 mars 2016 coïncide avec l'entrée en vigueur de la constitution de 2015 qui installe la VIe République.
L'élection de décembre 2020 a lieu dans le contexte de la pandémie de Covid-19, qui fait craindre un report du scrutin. La constitution interdit cependant toute prolongation du mandat du président en exercice au-delà de son terme, soit pour Touadéra le 29 mars 2021. Une révision de la constitution est par conséquent tentée par le gouvernement, mais le projet est rejeté le 5 juin 2020 par la Cour constitutionnelle.
Le pays est par ailleurs toujours l'objet d'une opération de maintien de la paix des Nations unies, la MINUSCA, tandis que les deux tiers du pays sont contrôlés par des forces armées qui échappent au pouvoir en place,.
Début septembre, la Cour constitutionnelle laisse à l'Autorité nationale des élections (ANE) jusqu'au 27 septembre pour publier les nouvelles listes électorales. Le 10 septembre, la classe politique et la société civile prennent acte de l'impossibilité de tenir le scrutin dans les délais. L'opposition et la société civile exigent à la majorité présidentielle la tête d'un gouvernement d'union nationale en échange de la prolongation des mandats présidentiel et parlementaires. De son côté, l'ANE réclame un délai technique jusqu'au 8 octobre sans reporter le scrutin. Le 1er tour est fixé au 27 décembre 2020 par l'ANE.
Une coalition de groupes armés, la Coalition des patriotes pour le changement (CPC), se forme à partir du 18 décembre dans le but de faire pression sur le gouvernement pour reporter le scrutin,. Des combats contre les troupes de la Minusca et contre les troupes russes et rwandaises ont lieu, avant qu'un cessez-le-feu ne soit décrétée par la coalition le 23 décembre. Ce cessez-le-feu ne dure cependant qu'une journée avant que des violences reprennent, faisant 3 morts chez les troupes de la Minusca.

## Système électoral
Le président de la République centrafricaine est élu au scrutin uninominal majoritaire à deux tours pour un mandat de cinq ans renouvelable une seule fois. Est élu le candidat ayant recueilli la majorité absolue des suffrages exprimés au premier tour. À défaut, un second tour est organisé entre les deux candidats arrivés en tête au premier, et celui recueillant le plus de voix est déclaré élu,.

## Candidats
L'ancien président François Bozizé, au pouvoir de 2003 à 2013, annonce sa candidature le 25 juillet.
Anicet-Georges Dologuélé est investi candidat en août 2020 par son parti, l'Union pour le renouveau centrafricain (URCA).
Catherine Samba-Panza, chef de l'État au cours de la période de transition du 23 janvier 2014 au 30 mars 2016, annonce sa candidature sans étiquette le 28 août 2020.
L'ancien Premier ministre Martin Ziguélé se porte également candidat sous la bannière du Mouvement de libération du peuple centrafricain (MLPC).
Le 26 septembre 2020, Faustin-Archange Touadéra annonce sa candidature à l’élection présidentielle devant les membres de son parti, le Mouvement Cœurs unis (MCU).
Candidat marginal, Jean-Serge Bokassa, descendant de Bokassa Ier, avait annoncé sa candidature peu après l'annonce de l'élection, mais l'a retire cinq jours avant le scrutin, s'expliquant par le fait que les "conditions sécuritaires ne sont pas requises" et "que la psychose est grandissante [...] dû à la présence de groupes armés". Cependant, certaine subdivisions permettent le vote pour sa candidature, lui donnant 1,31% des suffrages.
Le 3 décembre 2020, la Cour constitutionnelle invalide la candidature de François Bozizé, en raison des accusations et sanctions de l'ONU pesant sur l'ancien chef de l'État, ainsi que 3 autres candidatures.

## Résultats
Les résultats préliminaires sont annoncés le 4 janvier,, suivis le 18 janvier 2021 de la proclamation des résultats définitifs par la Cour constitutionnelle. Le taux de participation ne tient pas compte du nombre d'inscrits total au niveau national mais de celui des seuls bureaux ouverts.
|                          | Faustin-Archange Touadéra     | MCU                      | 318 626   | 53,16 |  |  |
|                          | Anicet-Georges Dologuélé      | URCA                     | 130 017   | 21,69 |  |  |
|                          | Martin Ziguélé                | MLPC                     | 45 206    | 7,54  |  |  |
|                          | Désiré Kolingba               | RDC                      | 22 157    | 3,70  |  |  |
|                          | Crépin Mboli-Goumba           | Patrie                   | 19 271    | 3,21  |  |  |
|                          | Sylvain Patassé               | CANE                     | 8 760     | 1,46  |  |  |
|                          | Augustin Agou                 | RDD                      | 8 436     | 1,41  |  |  |
|                          | Jean-Serge Bokassa            | KTKS                     | 7 870     | 1,31  |  |  |
|                          | Mahamat Kamoun                | BTK                      | 7 536     | 1,26  |  |  |
|                          | Alexandre-Ferdinand N'Guendet | RPR                      | 6 668     | 1,11  |  |  |
|                          | Karim Meckassoua              | CE                       | 5 099     | 0,85  |  |  |
|                          | Éloi Anguimaté                | CN                       | 5 078     | 0,85  |  |  |
|                          | Catherine Samba-Panza         | Ind.                     | 3 710     | 0,62  |  |  |
|                          | Serge Djorie                  | CAPNCA                   | 3 392     | 0,57  |  |  |
|                          | Cyriaque Gonda                | PNCN                     | 2 973     | 0,50  |  |  |
|                          | Aristide Briand Reboas        | PCD                      | 2 454     | 0,41  |  |  |
|                          | Nicolas Tiangaye              | CRPS                     | 2 163     | 0,36  |  |  |
|                          |                               |                          |           |       |  |  |
| Votes valides            | Votes valides                 | Votes valides            | 599 416   | 91,51 |  |  |
| Votes blancs             | Votes blancs                  | Votes blancs             | 19 284    | 2,94  |  |  |
| Votes nuls               | Votes nuls                    | Votes nuls               | 22 046    | 3,37  |  |  |
| Votants par dérogation   | Votants par dérogation        | Votants par dérogation   | 14 308    | 2,18  |  |  |
| Total                    | Total                         | Total                    | 655 054   | 100   |  |  |
| Abstention               | Abstention                    | Abstention               | 1 203 182 | 64,75 |  |  |
| Inscrits / participation | Inscrits / participation      | Inscrits / participation | 1 858 236 | 35,25 |  |  |

## Analyse
Le premier tour a lieu dans un contexte de pression exercé par les groupes armées sur le gouvernement pour un report du scrutin, qui amènent à un renforcement de la Minusca par des renforts russes et rwandais. Ce déploiement permet aux opérations de vote d'avoir lieu dans le calme, notamment dans la capitale Bangui et les principales grandes villes. Le jour du vote, néanmoins, des rebelles armés dans le nord ouest du pays empêchent environ 800 bureaux de votes d'ouvrir sur 5 408. 
Selon les résultats provisoires annoncés le 4 janvier par l’Autorité nationale des élections, Faustin-Archange Touadéra est réélu pour un second mandat, avec 53,92 % des suffrages. Anicet-Georges Dologuélé arrive en deuxième position. La Cour constitutionnelle valide sa victoire le 21 janvier 2021, avec un pourcentage des voix ramené à 53,16 %, tandis que la participation passe de 76,31 % dans les résultats provisoires à 32,25, la cour prenant en compte l'ensemble des inscrits, y compris ceux des zones où le vote n'a pas pu avoir lieu.